# Birkir Bjarnason
Birkir Bjarnason (Akureyri, 27 de maio de 1988), é um futebolista islandês que atua como meio-campo. Atualmente defende o Brescia.

## Carreira
Birkir Bjarnason fez parte do elenco da Seleção Islandesa de Futebol da Eurocopa de 2016.